# Cuscrii (film din 1979)
Cuscrii (în engleză The In-Laws) este un film de acțiune-comedie american din 1979, regizat de Arthur Hiller după scenariul lui Andrew Bergman și avându-i în rolurile principale pe Alan Arkin și Peter Falk. După acest film s-a făcut un remake în 2003, cu Michael Douglas, Albert Brooks și Candice Bergen.

## Rezumat
Fiica manieratului dentist din Manhattan Sheldon "Shelly" Kornpett (Alan Arkin) și fiul omului de afaceri Vince Ricardo (Peter Falk) urmează să se căsătorească. La o cină de prezentare în care Shelly se întâlnește cu viitorul lui cuscru Vince, el îl găsește pe Vince suspect; în timpul cinei, Vince spune o poveste nebună despre o călătorie de "consultanță" de nouă luni până în Guatemala din 1954 ("jungla" sau "tufișul", așa cum o numește Vince). Fiul lui Vince și soția sa par indiferenți față de povestea lui Vince. Shelly o roagă pe fiica sa să nu se căsătorească cu fiul lui Ricardo, din moment ce el nu are încredere în Vince. Cu toate acestea, Shelly este de acord să-i dea o șansă lui Vince.
A doua zi, Vince apare la cabinetul lui Sheldon, susținând că a vrut să-l salute (construind relații cu viitorul său cuscru). El îi cere apoi lui Shelly să-l ajute într-o misiune de cinci minute: să intre în biroul lui Vince și să ia o geantă din seiful acestuia. Shelly este reticent, dar acceptă. După luarea unei misterioase genți negre din biroul lui Vince aflat într-o veche clădire de birouri din Herald Square, Sheldon este surprins de către doi bărbați înarmați. După o urmărire și un schimb de focuri, Vince îi explică lui Shelly, care era speriat, că lucrează pentru CIA din perioada administrației Eisenhower și a jefuit Monetăria SUA de matrițele bancnotelor americane cu scopul de a dejuca un complot de creștere a inflației la nivel mondial din partea unui dictator din America Centrală. El menționează că a jefuit Monetăria SUA pe cont propriu; CIA nu a fost de acord cu acest plan, considerându-l prea riscant. Vince susține că Sheldon nu este implicat; cu toate acestea, în cazul în care Vince este prins, el va fi închis timp de 20 de ani și va fi dat afară din CIA. Vince îl supără și mai mult pe Sheldon menționându-i că a lăsat în noaptea precedentă o matriță în subsolul casei lui Sheldon.
În timpul pregătirilor de nuntă, doamna Kornpett descoperă matrița și o aduce la o bancă locală, unde ea este informată de către Departamentul Trezoreriei SUA că aceasta era furată. Sheldon ajunge acasă, observă că acolo sosiseră reprezentanții Trezoreriei și demarează în trombă, fiind urmărit prin suburbiile din New Jersey. Sheldon îl sună pe Vince și îi explică ce s-a întâmplat; Vince îi spune lui Sheldon că el vrea ca dentistul să-l însoțească la Scranton, Pennsylvania și se vor lămuri toate lucrurile până la întoarcerea acasă. La un mic aeroport de lângă Lodi, New Jersey, Vince și Sheldon urcă într-un avion pilotat de doi piloți chinezi (prieteni ai lui Vince).
Spre consternarea lui Shelly, el observă în timpul zborului că avionul zboară peste Oceanul Atlantic (Scranton este în interiorul continentului). Vince îl asigură pe Sheldon că ei sunt încă în drum spre Scranton, dar au nevoie să facă o scurtă oprire pe mica insulă Tijada aflată la sud de Honduras. La sosire, Vince trebuie să se întâlnească cu un membru corupt al parlamentului micii țări, generalul Jesus Braunschweiger. Când aterizează pe insulă, Jesus este împușcat și ucis înainte ca să-i poată saluta pe cei doi. Vince și Sheldon intră sub tirul unui lunetist și, folosind Mercedes-Benz-ul generalului, scapă și ajung  în oraș. Aflat la hotel, Vince îl contactează pe autorul conspirației (și un dictator nebun), generalul Garcia (Richard Libertini). Sheldon, obosit de acest calvar, refuză să mai riște să fie împușcat; fără să știe Vince, el sună la Ambasada Statelor Unite și i se spune de către agentul-șef al CIA că Vince este un nebun care a fost dat afară din agenție din cauză că are probleme psihice. Sheldon îi spune lui Vince ce i-a declarat agentul și încearcă să scape. Vince îl împiedică să facă acest lucru, asigurându-l pe Sheldon că ambasada i-a spus aceasta pentru că Shelly era un necunoscut și nu putea divulga realitatea în fața lui. Totuși, Sheldon este încă reticent.
Plecând de la hotel, Vince ia un taxi condus de unul dintre lunetiștii de la aeroport. Sheldon îl urmărește, sărind pe acoperișul mașinii. Vince preia controlul asupra masinii, intrând într-o piață de fructe. Recunoscător pentru că a fost salvat de Sheldon (și după un alt schimb de focuri și o urmărire de mașini), Vince și Shelly ajung la cartierul generalului. Este evident pentru Sheldon că generalul este nebun; operele lui de artă sunt bizare și el are un chip pictat pe mâna lui, "Señor Pepe". Garcia le prezintă două încăperi pregătite pentru ca acolo să fie contrafăcute bancnote, îi dă lui Vince 20 milioane dolari pentru matrițe și le oferă un banchet (în care armata lui le cântă cântece patriotice). În semn de recunoștință, Garcia îi decorează pe cei doi cu Medalia Libertății din țara sa și apoi îi așază în fața unui pluton de execuție. Sheldon cedează nervos; Vince trage de timp, până ce sute de agenți CIA (conduși de Barry Lutz, agentul-șef de la ambasadă) înconjoară și atacă reședința generalului, luându-l pe Garcia în custodie. Lutz îi declară lui Sheldon că Vince a spus adevărul tot timpul; cu toate acestea, Vince îi spune că el pleacă din agenție pentru că s-a săturat de această viață. El îi dă lui Barry 10 milioane dolari a fost de acord să livreze de la general. Vince și Sheldon decolează, având fiecare câte cinci milioane de dolari la el; ei le oferă copiilor lor un cadou de nuntă de câte un milion de dolari pentru fiecare.

## Distribuție
- Peter Falk - Vincent J. Ricardo
- Alan Arkin - Sheldon S. Kornpett, D.D.S.
- Richard Libertini - generalul Garcia
- Nancy Dussault - Carol Kornpett
- Arlene Golonka - Jean Ricardo
- Penny Peyser - Barbara Kornpett
- Ed Begley, Jr. - Barry Lutz
- Michael Lembeck - Tommy Ricardo
- David Paymer - șoferul de taxi
- James Hong - Bing Wong (pilotul din spatele avionului)

## Producție
- Filmul a fost realizat deoarece Warner Brothers a vrut să facă o continuare a filmului Freebie and the Bean (1974), în care a jucat Alan Arkin. Peter Falk a fost distribuit în film și Andrew Bergman a fost adus pentru a scrie scenariul. Bergman a decis că ceea ce au vrut în realitate cei de la Warner Bros era un film de comedie și a scris scenariul cu totul diferit de ceea ce s-a intenționat inițial.
- Personajul Generalul Garcia este un omagiu adus lui Señor Wences și păpușii sale de pe mână, "Johnny". Generalul își prezintă păpușa sa de pe mână, "Señor Pepe", care, ca și Johnny, este creată din caracteristici faciale desenate pe degetul mare și pe primul deget de pe mâna generalului. Señor Pepe este cel mai apropiat prieten al generalului, și, probabil, consilier.
- Unele dintre scenele exterioare (în special cea în care agenții Trezoreriei îl urmăresc pe Sheldon aflat în mașina pictată) au fost filmate în Englewood, New Jersey.
- Aeroportul pe care-l menționează Vince (McGraw Airfield, siauat pe Route 46, lângă Lodi) este o referință la Aeroportul Teterboro, care este situat pe Rt. 46, lângă Lodi, NJ.
- Când Vince iese din hotel pentru a merge la crtierul generalului, autobuzul care trece pe lângă el este inscripționat "Pulman de Morelos / Servicio de lujo", indicând că filmările au fost făcute în statul Morelos din Mexic; orașul său de reședință este Cuernavaca.
- Studenții americani care frecventau școala medicală mexicană din Cuernavaca au fost angajați ca agenți CIA în scena de salvare de la sfârșitul filmului.
- Carmen Dragon, care apare la sfârșitul filmului ca dirijor al Filarmonicii din Paramus, este tatăl lui Daryl Dragon din duo-ul de muzică pop Captain & Tennille.

## Recepție
Cuscrii a fost un succes critic și comercial. Janet Maslin, criticul de film de la New York Times, a scris următoarele: "Andrew Bergman a scris unul dintre acele rare scenarii de comedie, care escaladează în mod constant și hilar, fără șovăire, până la final". Filmul are pe situl Rotten Tomatoes un rating de aprobare de 83% din partea criticilor și 78% din partea publicului.